# Adrian Baciu
Adrian Baciu (* 27. Januar 1978 in Arad; † 15. September 2015 ebenda) war ein rumänischer Fußballspieler.

## Werdegang
Baciu spielte mehrere Spielzeiten für UTA Arad in der zweitklassigen Divizia B, nachdem er 1996 in der Jugend des Klubs rumänischer Landesmeister und Juniorennationalspieler geworden war. Zudem spielte er für den FC Arad in der dritthöchsten Spielklasse, sowie für West Petrom Pecica, Frontiera Curtici, Voința Macea und Șoimii Lipova im unterklassigen rumänischen Ligabereich. Zudem war er kurzzeitig im Ausland für den deutschen Klub ASV Durlach sowie den Schweizer Verein FC Chur aktiv.
Im September 2015 erlag Baciu im Alter von 37 Jahren bei einem Arbeitsunfall seinen Verletzungen, als er sich an einer Maschine eingeklemmt und Quetschungen zugezogen hatte und in der Folge verblutete.